# 羅茲索胡瓦塔 (哈爾科夫州)
49°20′36″N 35°43′54″E / 49.34333°N 35.73167°E
羅茲索胡瓦塔（羅馬化：Rozsokhuvata）是烏克蘭東部的村莊，隸屬哈爾科夫州的別列斯京區。該村始建於1785年，面積1.61平方公里，海拔高度166米，2001年人口230，人口密度每平方公里142.5人。